# Heinz Schäffer
Heinz Schäffer (* 25. April 1941 in Wien; † 1. Dezember 2008) war ein österreichischer Rechtswissenschaftler, Universitätsprofessor und Richter. Schäffer war ab 1976 Professor für Öffentliches Recht mit besonderer Berücksichtigung des Wirtschaftsverwaltungsrechts an der Universität Salzburg.

## Ausbildung
Heinz Schäffer wurde 1941 in Wien geboren und besuchte dort auch die Schule. Er maturierte im Jahr 1959 am Bundesrealgymnasium Wien III. Im darauffolgenden Wintersemester begann er das Studium der Rechtswissenschaften an der Rechtswissenschaftlichen Fakultät der Universität Wien. Am 20. März 1964 wurde Schäffer an der Universität Wien zum Doktor der Rechtswissenschaften (Dr. iur.) promoviert und absolvierte danach auch noch die staatswissenschaftlichen Studien an der Universität Wien. Bereits während seiner Studienzeit war er ab Juni 1963 als wissenschaftliche Hilfskraft und ab November 1963 als Hochschulassistent zunächst beim Institut für zivilgerichtliches Verfahren und anschließend beim Institut für Staats- und Verwaltungsrecht beschäftigt. Im Sommer 1964 absolvierte Schäffer die Gerichtspraxis am Bezirksgericht Lienz.

## Beruflicher Werdegang
Von 1963 bis 1965 war Heinz Schäffer Mitglied und Geschäftsführer der Studienbeihilfekommissionen an der Rechtswissenschaftlichen Fakultät der Universität Wien, ab 1966 nahm er Lehraufträge für Allgemeine Staatslehre, Österreichisches Verfassungsrecht, sowie Verwaltungsrecht Allgemeiner und Besonderer Teil wahr. Von Dezember 1968 bis Dezember 1969 war er Forschungsstipendiat der Alexander von Humboldt-Stiftung am Institut für öffentliches Recht der Albert-Ludwigs-Universität Freiburg.
Am 20. Juni 1971 erfolgte schließlich die Habilitation mit der Erteilung der Lehrbefugnis für die Fächer Allgemeine Staatslehre, Verfassungsrecht und Verwaltungsrecht an der Rechtswissenschaftlichen Fakultät der Universität Wien. Schäffers Habilitationsschrift behandelte die „Verfassungsinterpretation in Österreich“. Nach seiner Habilitation wurde er Universitätsdozent an der Universität Wien und Mitglied der Vereinigung Deutscher Staatsrechtslehrer. Von 1974 bis 1976 arbeitete Heinz Schäffer im Verfassungsdienst des Bundeskanzleramts, ab 22. Mai 1974 als Ministerialsekretär. 
Am 1. Juni 1976 nahm Heinz Schäffer schließlich einen Ruf an die Universität Salzburg auf die dortige Professur für „Öffentliches Recht mit besonderer Berücksichtigung des Wirtschaftsverwaltungsrechts“ an. Er war in den Folgejahren mehrfach Dekan der Rechtswissenschaftlichen Fakultät der Universität Salzburg (1979–81) sowie Vorstand des Instituts für Verfassungs- und Verwaltungsrecht an der Universität Salzburg (1981–1983, 1987–1989, 1995–1998, 1998–2000). 1981 war Schäffer Gründungsmitglied und seitdem Vorsitzender der Österreichischen Gesellschaft für Gesetzgebungslehre. Im Laufe seiner akademischen Karriere nahm er darüber hinaus mehrfach Gastprofessuren an anderen Universitäten wahr, so beispielsweise 1991 an der Universität Girona, 1997 an der Universität Tarragona und ebenfalls 1997 an der Universitat Internacional de Menorca sowie 2000 an der Universität La Sapienza in Rom. 2003 war er Mitbegründer und wurde zum Vorstandsmitglied der Societas Iuris Publici Europaei gewählt. Von 2007 bis 2011 fungierte er auch als Präsident dieser Vereinigung.
Im Jahr 1999 wurde Heinz Schäffer zum Ersatzmitglied des Verfassungsgerichtshofs ernannt. Ab 2006 war er mehrfach österreichischer Ad-hoc-Richter am Europäischen Gerichtshof für Menschenrechte in Straßburg. Am 1. Jänner 2008 wurde Heinz Schäffer als Richter am Liechtensteinischen Staatsgerichtshof bestellt.

## Privatleben
Heinz Schäffer war in erster Ehe von 1971 bis 1991 mit Ingrid Schäffer verheiratet und bekam mit dieser 1973 einen Sohn. Ab 3. Jänner 1995 war er in zweiter Ehe mit María Jesús Montoro Chiner, einer Universitätsprofessorin der Universität Barcelona, verheiratet.

## Auszeichnungen
- Großes Silbernes Ehrenzeichen für Verdienste um die Republik Österreich (1996)
- Ehrenmedaille der Universität La Sapienza (2000)
- Goldenes Ehrenzeichen des Landes Salzburg (2001)
- Ehrenkreuz für Wissenschaft und Kunst I. Klasse (2006)